# Calès (Dordonha)
Calès é uma comuna francesa na região administrativa da Nova Aquitânia, no departamento Dordonha. Estende-se por uma área de 8,03 km². Em 2010 a comuna tinha 392 habitantes (densidade: 48,8 hab./km²).